# Le dernier pardon
Le dernier pardon er en fransk stumfilm fra 1913 af Maurice Tourneur.

## Medvirkende
- Maurice de Féraudy
- Charles Krauss
- Fernande Petit
- Polaire
- Henry Roussel